# Gullasch Grossererens Vogter
Gullasch Grossererens Vogter er en dansk stumfilm fra 1916, der er instrueret af Lau Lauritzen Sr. efter manuskript af Kai Allen.

## Handling
Denne artikel mangler et handlingsreferat. Hjælp os med at skrive det.